# Walter Citrine
Lord Walter McLennan Citrine, primo Baron Citrine, of Wembley in the County of Middlesex (Liverpool, 22 agosto 1887 – Brixham, 22 gennaio 1983), è stato un sindacalista e politico britannico, segretario generale del Trades Union Congress (TUC) dal 1926 al 1946, primo presidente della Federazione sindacale internazionale (IFTU) dal 1928 al 1945, primo presidente della Federazione sindacale mondiale (WFTU) nel 1946.

## Biografia
Nato in una famiglia di umili origini di Liverpool (padre marinaio, madre infermiera), Walter Citrine abbandonò la scuola all'età di 12 anni, ma continuò a coltivare da autodidatta molte discipline tecniche e umanistiche, e iniziò la sua attività lavorativa come elettricista. Fu organizzatore sindacale; nel 1920 divenne vicesegretario del sindacato degli elettricisti, nel 1924 divenne vicesegretario generale del Trades Union Congress (TUC) e nel 1926, alla morte del segretario Fred Bramley, divenne segretario generale del TUC.
Prima e durante la Seconda guerra mondiale svolse missioni all'estero che ebbero vasta risonanza, soprattutto per il suo atteggiamento di simpatia per l'URSS, il che comportò anche qualche screzio con l'American Federation of Labor (AFL). Parteggiò comunque per la Finlandia durante la Guerra d'inverno; si recò in Finlandia nel gennaio 1940 e pubblicò una relazione, My Finnish Diary. Ricoprì cariche internazionali: fu primo presidente della Federazione sindacale internazionale (IFTU) dal 1928 al 1945, primo presidente della Federazione sindacale mondiale (WFTU) nel 1946. Nel 1947 Citrine divenne il primo presidente britannico della Central Electricity Authority  (CEA), e mantenne questa posizione per 10 anni.
Fu nominato Cavaliere dell'Impero Britannico (KBE) nel 1935 e Cavaliere di Gran Croce dell'Impero Britannico (GBE) nel 1958. Fu creato pari il 19 luglio 1946 col titolo «Baron Citrine, of Wembley in the County of Middlesex».

## Opere
- The Trade union movement of Great Britain, Amsterdam, International federation of trade unions, 1926
- Labour and the community, London, E. Benn, 1928
- The future of trade unionism, London, Trades Union congress general council, 1929
- Trade unionism in modern industry, London, Trades Union congress general council, 1929
- Sindacati operai in Inghilterra, Londra, Collins, 1935
- I Search for Truth in Russia, London, Routledge, 1936
- My Finnish Diary, Harmondsworth, Middlesex, Eng.; New York, Penguin books limited, 1940
- British trade unions, London, Collins of London, 1942
- Abc of chairmanship : all about meetings and conferencens, London, N.C.I.C. Publishing Society, 1952; edizione italiana: All'ordine del giorno: le norme per organizzare, partecipare e presiedere le assemblee, trad. di C. Mattoccia, Milano, ETAS Kompass, 1969
- Men and Work: an autobiography, London, Hutchinson publishing, 1964, ISBN 0837186137
- Two Careers: a second volume of autobiography, London, Hutchinson & Co., 1967